# Landbyska verket 4 (hus nr 2)

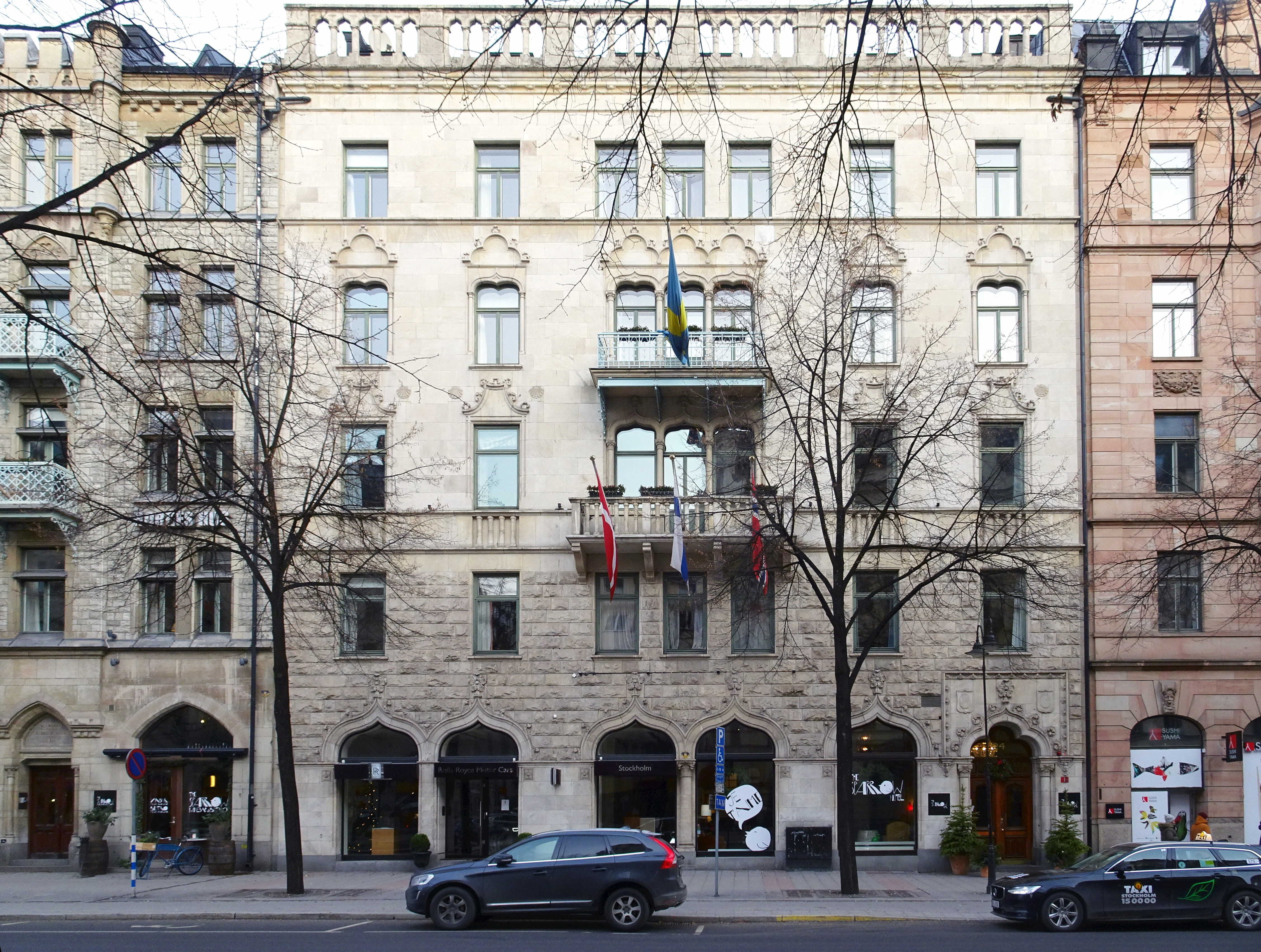
Birger Jarlsgatan 24, december 2019.

Landbyska verket 4 (hus nr 2), tidigare Landbyska verket 11, är en fastighet i kvarteret Landbyska verket vid Birger Jarlsgatan 24 på Östermalm i Stockholm. Fastigheten uppfördes 1897–1899 och anses av Stadsmuseet i Stockholm representerar ”synnerligen höga kulturhistoriska värden” och är blåmärkt.  I bottenvåningen låg Arvid Nordquists delikatessaffär mellan 1927 och 1968. År 2002 slogs fastigheten ihop med granntomten i norr, se Landbyska verket 4 (hus nr 1).

## Historik

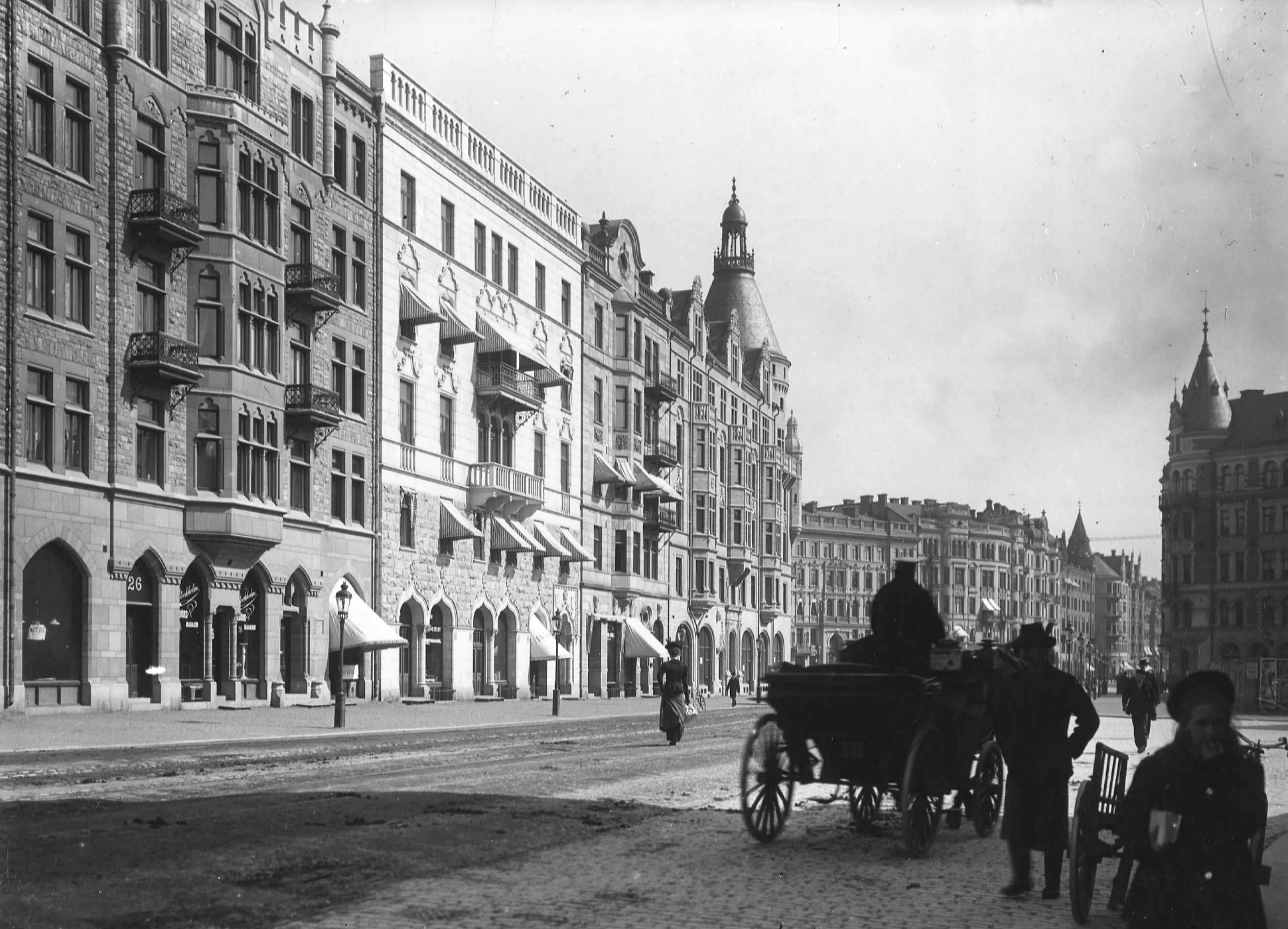
Mellan Birger Jarlsgatan 26 och 22 lyser husets fasad i vit marmor, omkring 1900.

### Bakgrund
Det kilformade område som sedan 1921 bär kvartersbeteckningen Landbyska verket fastställdes i en stadsplan från 1879 som hade sina rötter i Lindhagenplanen från 1866. Kvarteret hette då Sperlingens backe. Bebyggelsen bestod av enkla träkåkar. Här hade bryggaren Christian Landby (1784–1823) sin bryggerirörelse i början av 1800-talet, kallad Landbyska verken (därav dagens kvartersnamn). Husen revs när Engelbrektsplan anlades 1894. Kvarterets tomter började därefter bebyggas med exklusiva stenhus.

### Byggnadsbeskrivning

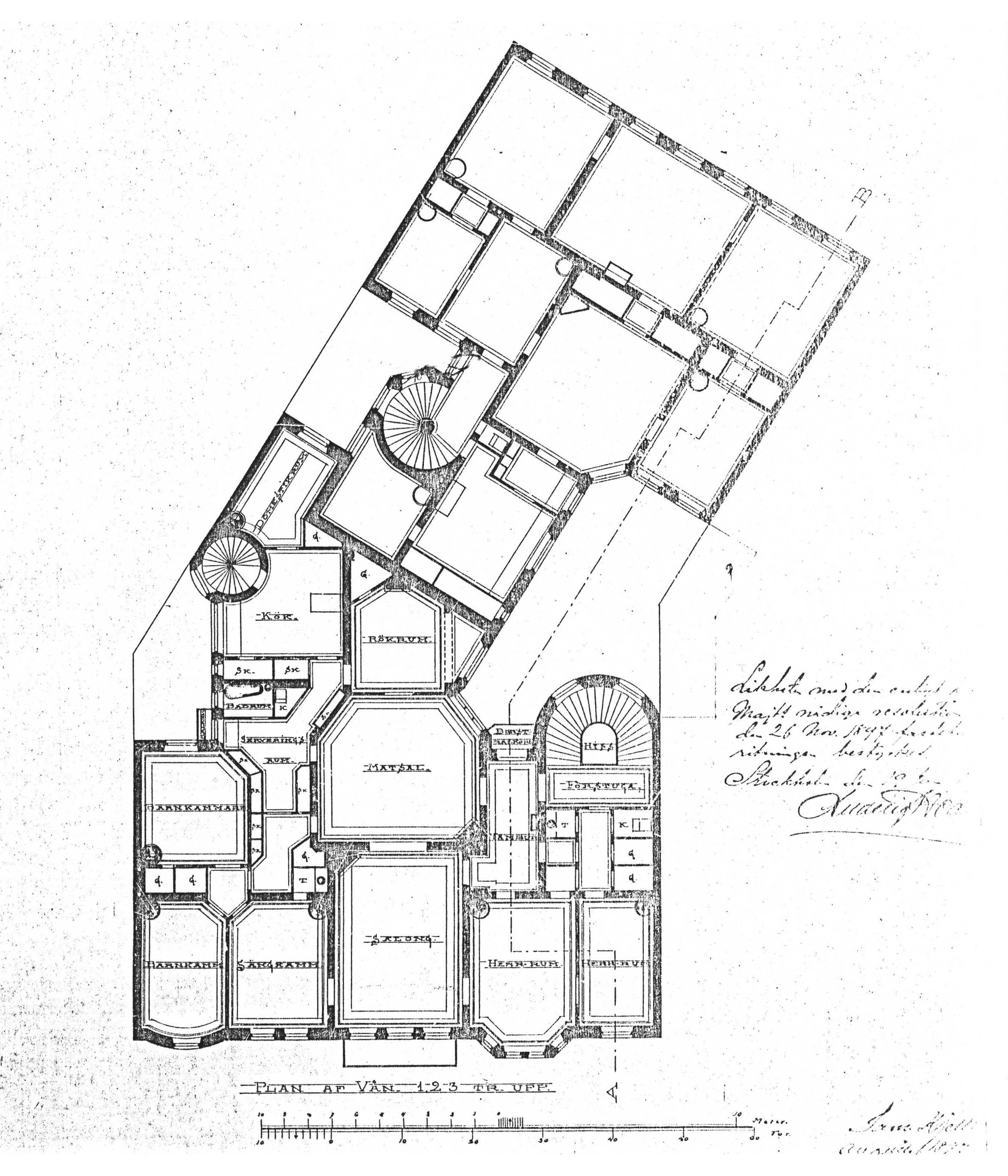
Planritning 1-3 trappor, 1897.

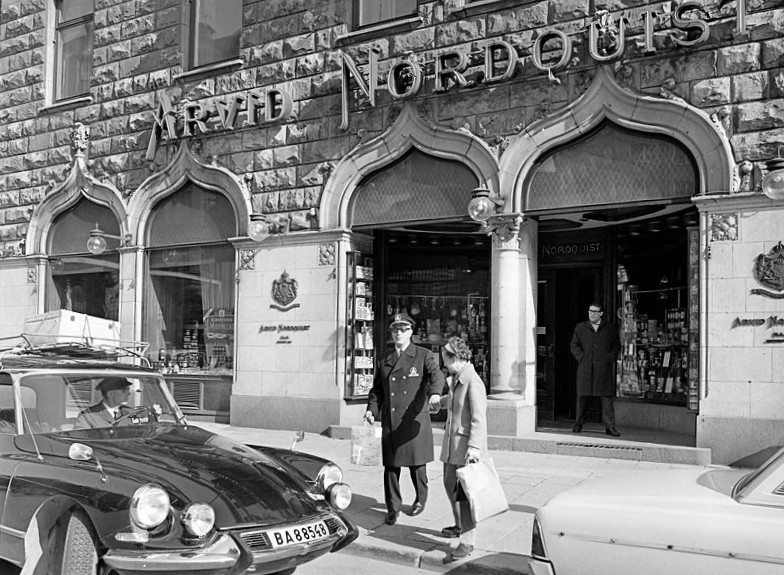
Arvid Nordquist butik, 1968.

Tomten med beteckningen Sperlingens backe 21 sträckte sig genom kvarteret mellan Birger Jarlsgatan och Biblioteksgatan och hade förvärvats av häradshövding Gustaf Norström (1856-1923). I slutet av 1800-talet innehade han även egendomen Stortorp i Huddinge socken. I augusti 1897 ansökte han att uppföra ett nytt bostadshus i fem våningar mot Birger Jarlsgatan och ett om fyra våningar mot Biblioteksgatan. 
Norström anlitade arkitekt Sam Kjellberg att gestalta huset. Kjellberg var samtidigt arkitekt för grannhuset Landbyska verket 10. Till en börja avstyrkte stadsarkitekten Ludvig Hedin projektet eftersom bebyggelsen överskred tomtens byggrätt. I november samma år tillstyrkte dock Kungl. Maj:t byggnadsföretaget och i december sålde Norström fastigheten till byggmästaren Oscar Herrström som även kom att uppföra huset. Gustaf Norström blev sedan ägare av Trångsunds herrgård mellan 1903 och 1910 och satt även i styrelsen för AB Södertörns villastad.
Marken mot Birger Jarlsgatan består av lera och var sank, här flöt en gång Rännilen förbi från det närbelägna Träsket. Husgrunden förstärktes därför av 735 pålar med längder mellan 8,9 och 11,9 meter. I bottenvåningen anordnades butiker, lager och kontor och däröver stora bostäder som nåddes via två trapphus, ett från Birger Jarlsgatan (med hiss) och ett mindre från Biblioteksgatan (utan hiss). Delen mot Birger Jarlsgatan upptogs av en enda stor lägenhet per våningsplan om åtta rum och kök med bland annat två herrum, salong, matsal, sängkammare och flera barnkammare. Mot Biblioteksgatan var bostäderna något mindre.
Fasadritningen mot Birger Jarlsgatan ändrades 1898 och fick dagens utseende. Ursprungligen skulle fasaderna kläs med vit kalksten men det ändrades till vit Ekebergsmarmor från Närke. Med sin raka takbalustrad och ljusa marmorfasad påminner byggnaden om ett venetianskt palats. Fasaden mot Birger Jarlsgatan delades upp i fyra horisontella partier: i höjd med bottenvåningen och våning 1 trappa är ytan grovhuggen och rusticerad, däröver släthuggen. Mittpartiet (där bostädernas salong fanns) accentuerades av en större och en mindre balkong. Den större vilar på marmorkonsoler och den mindre på en järnkonstruktion med smidda konsoler. Fasaden i övrigt smyckas av olika bågformer över fönstren. 
Portalens omfattning hade ägnats stor omsorg och visar bland annat en inramning med snäckskal samt växtornament med upprullade blad och blommor samt ugglor med utbredda vingar. Till höger och vänster finns två sköldar med inskription ”ANNO” och ”1899”. Portalen flankeras av två marmorkolonner med änglasmyckade kapitäl.

### Ägare och verksamhet

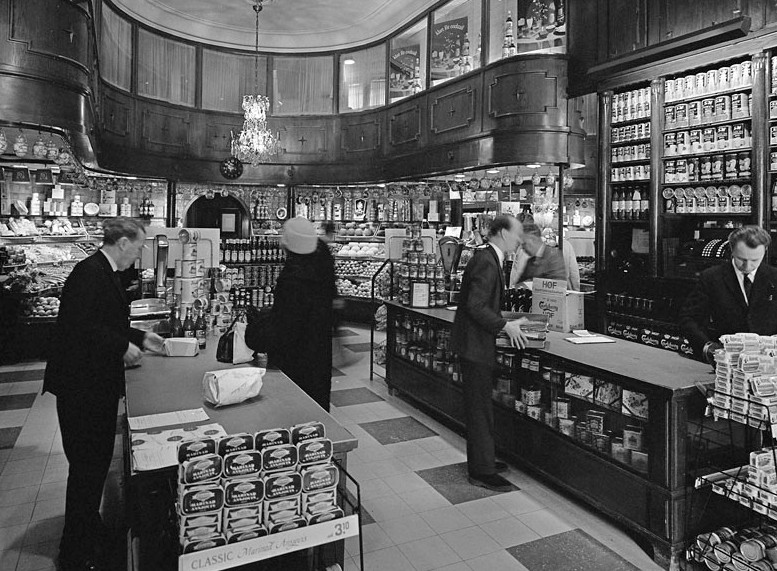
Arvid Nordquist interiör, 1968.

År 1926 förvärvades fastigheten av Arvid Nordquist H.A.B. som flyttade sin delikatessaffär hit från Sturegatan 38. Den nye ägaren hade även sitt kontor här och lät utföra en del ombyggnader och anpassningar för sin verksamhet. Den 15 november 1927 flyttade man till sin "efter moderna hygieniska principer och med alla tekniska hjälpmedel helt nyinredda fastighet". 1928 disponerades våning 1 trappa av en hushållsskola. Butikslokalerna sträckte sig genom hela bottenvåningen till Biblioteksgatan 27, där man också hade en entré. 1960 brann taket på husdelen mot Biblioteksgatan. 
År 1968 förvärvades huset av Stockholms stad tillsammans med grannfastigheterna Birger Jarlsgatan 20, 22 och 26. Arvid Nordquist flyttade sin butik till Nybrogatan 39 intill Östermalmstorg där den upphörde 1981. Bottenvåningens och källarens lokaler ombyggdes 1980 för en pizzeria. Då revs även husdelen mot Biblioteksgatan och fick en egen fastighetsbeteckning tillsammans med grannhuset (Landbyska verket 9). Där uppfördes sedan ett nytt kontorshus. 
I februari 2002 sålde Stockholms stad fastigheterna Landbyska verket 4 (Birger Jarlsgatan 26) och Landbyska Verket 11 (Birger Jarlsgatan 24) för 75 respektive 110 Mkr. Köpare var det 1996 bildade Norges Hus AB. Motiveringen till köpet var att köparen behövde mer kontorsytor för att ”främja norskt näringsliv och norsk kultur i Sverige”. Samtidigt slogs de båda fastigheterna samman till Landbyska verket 4 (hus nr 1 och hus nr 2).
År 2006 ombyggdes Landbyska verket 4 (hus 1 och 2) till hotell och Hotel Stureplan flyttade in och efter dem Hotell Drottning Kristina. Den 1 februari 2019 öppnade The Sparrow Hotel sin verksamhet här. Hotellet disponerar även grannhuset och erbjuder totalt 88 rum av varierande storlek som fick behålla några av sina tidstypiska originaldetaljer så som kakelugnar, stuckaturer och trägolv. I bottenvåningens lokaler har sedan 2016 Rolls-Royce Motor Cars sin utställning. Norges Hus AB har själv inga lokaler i huset utan fungerar som hyresvärd via Kommanditbolaget Landbyska Verket 11.

Nutida bilder
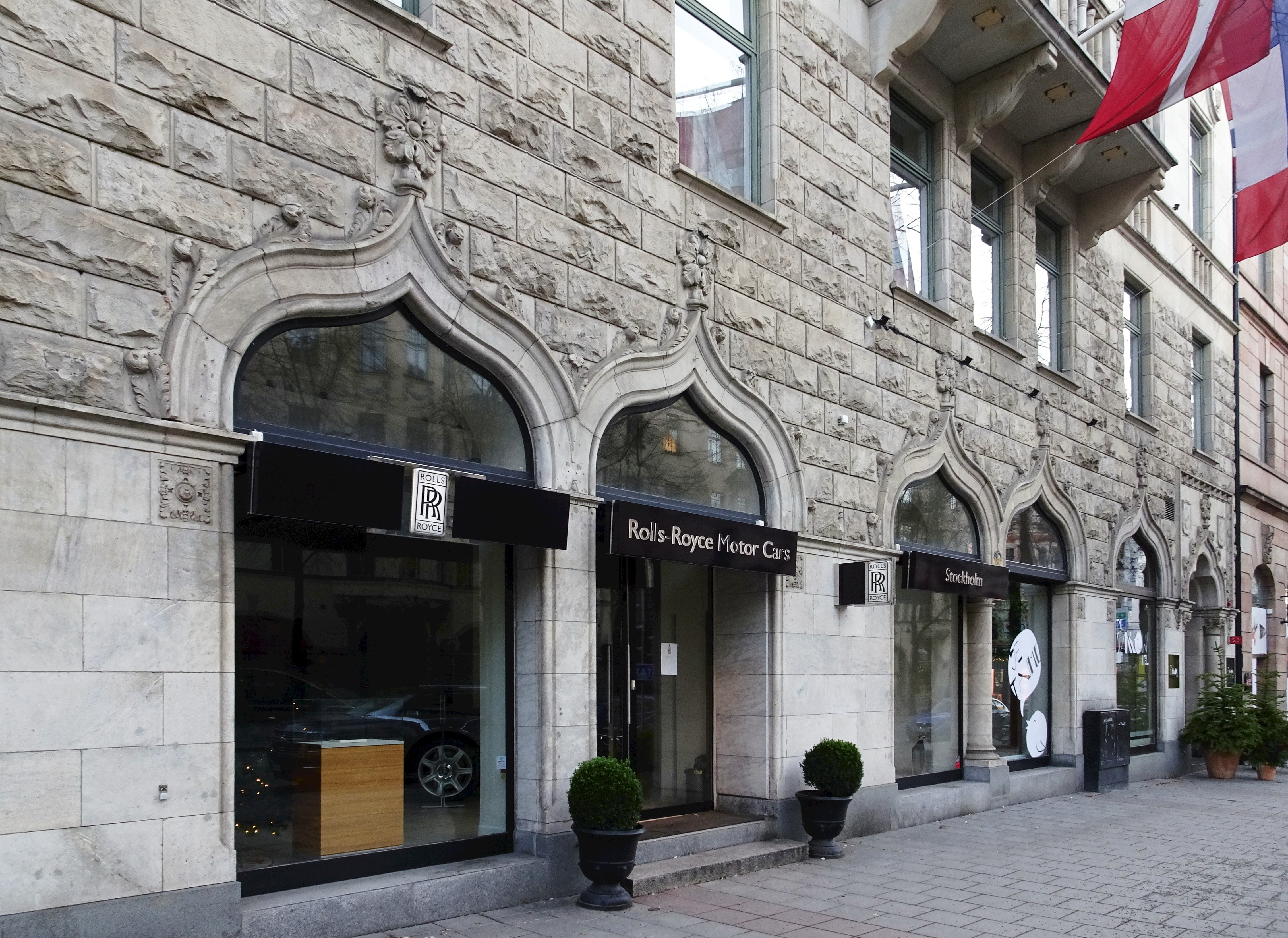
Bottenvåning med "Rolls-Royce Motor Cars".
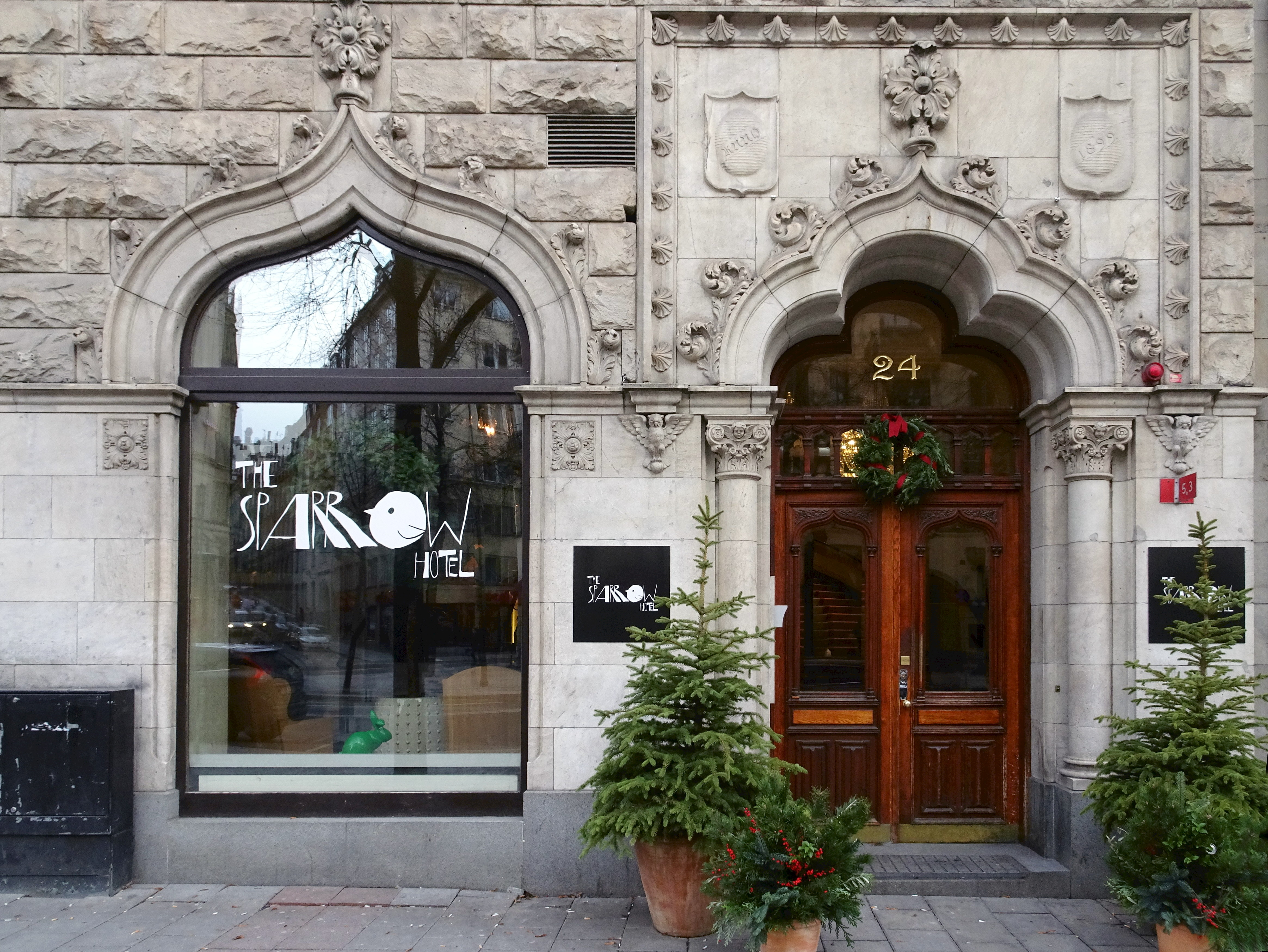
Entré till "The Sparrow Hotel".
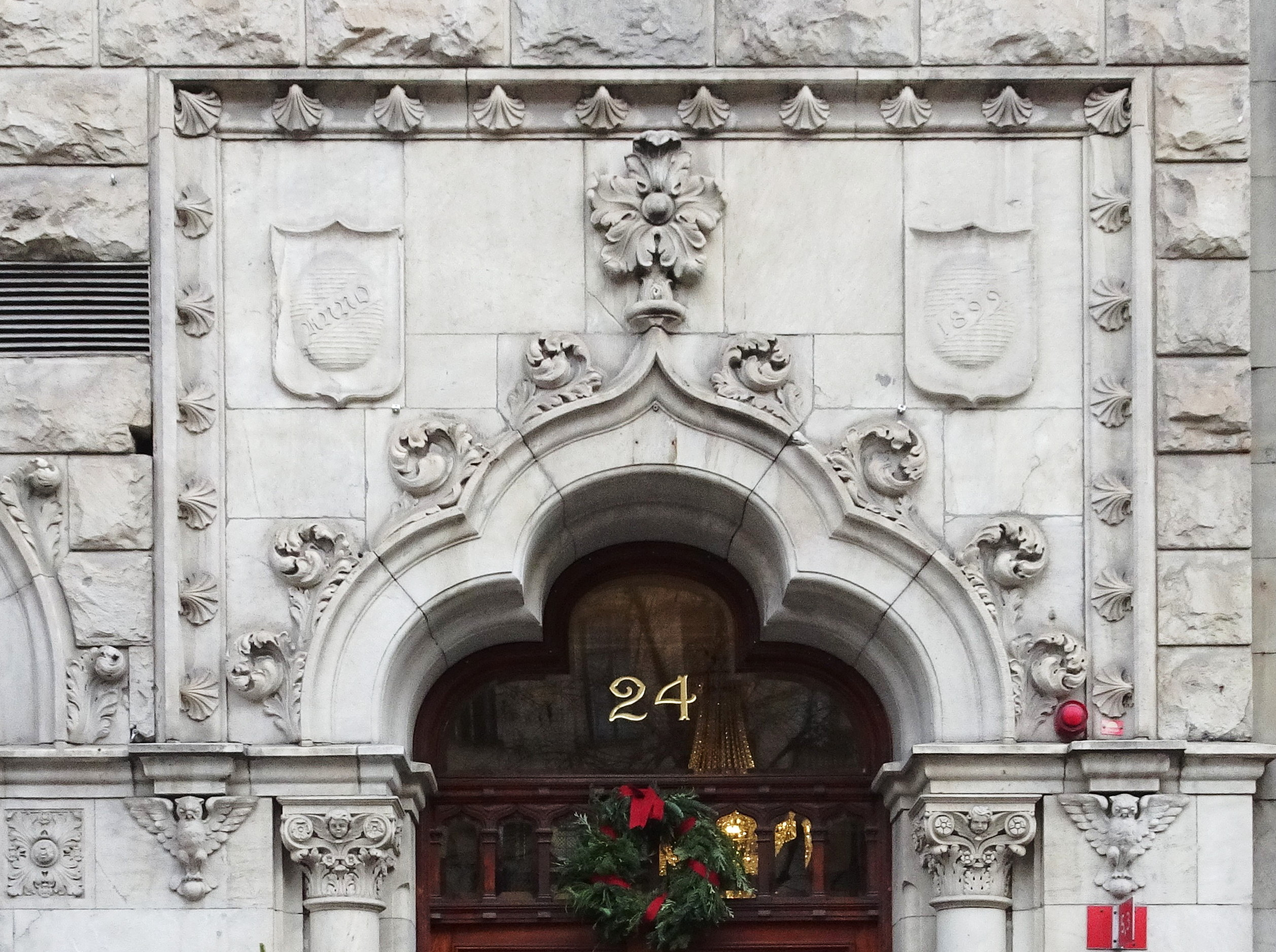
Portalöverdelen med snäckskal och växtornament.
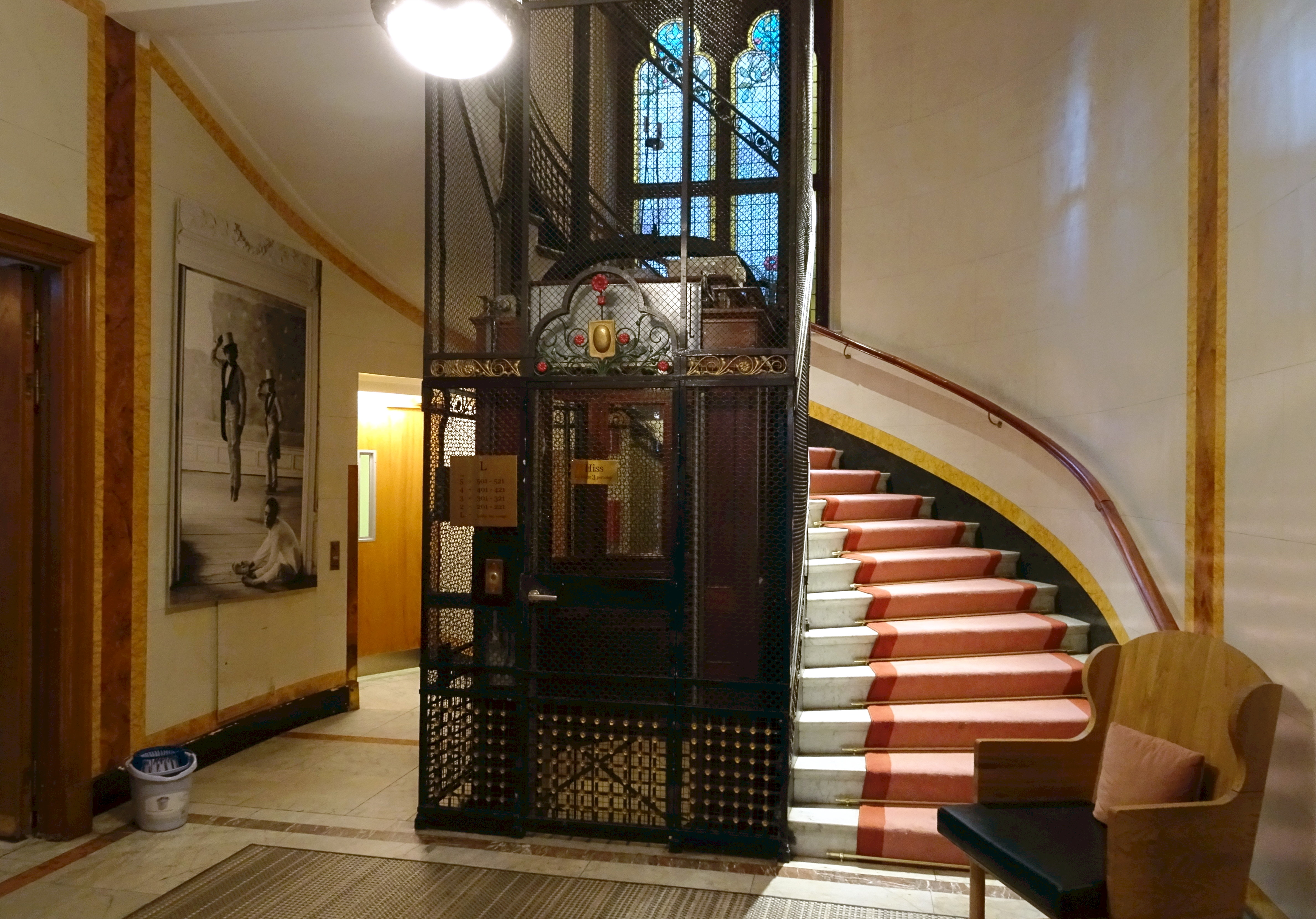
Huvudtrappan, hör till "The Sparrow Hotel".